# Спінінг

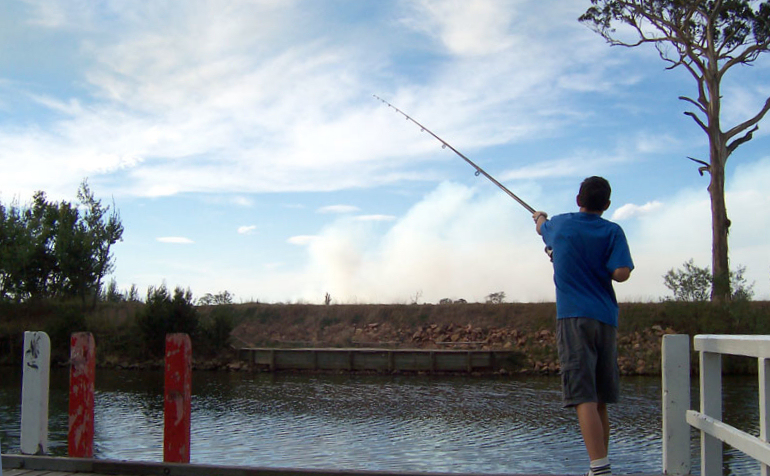
Спінінговий закид

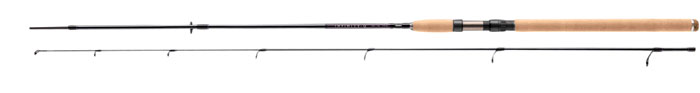
Вудилище спінінга

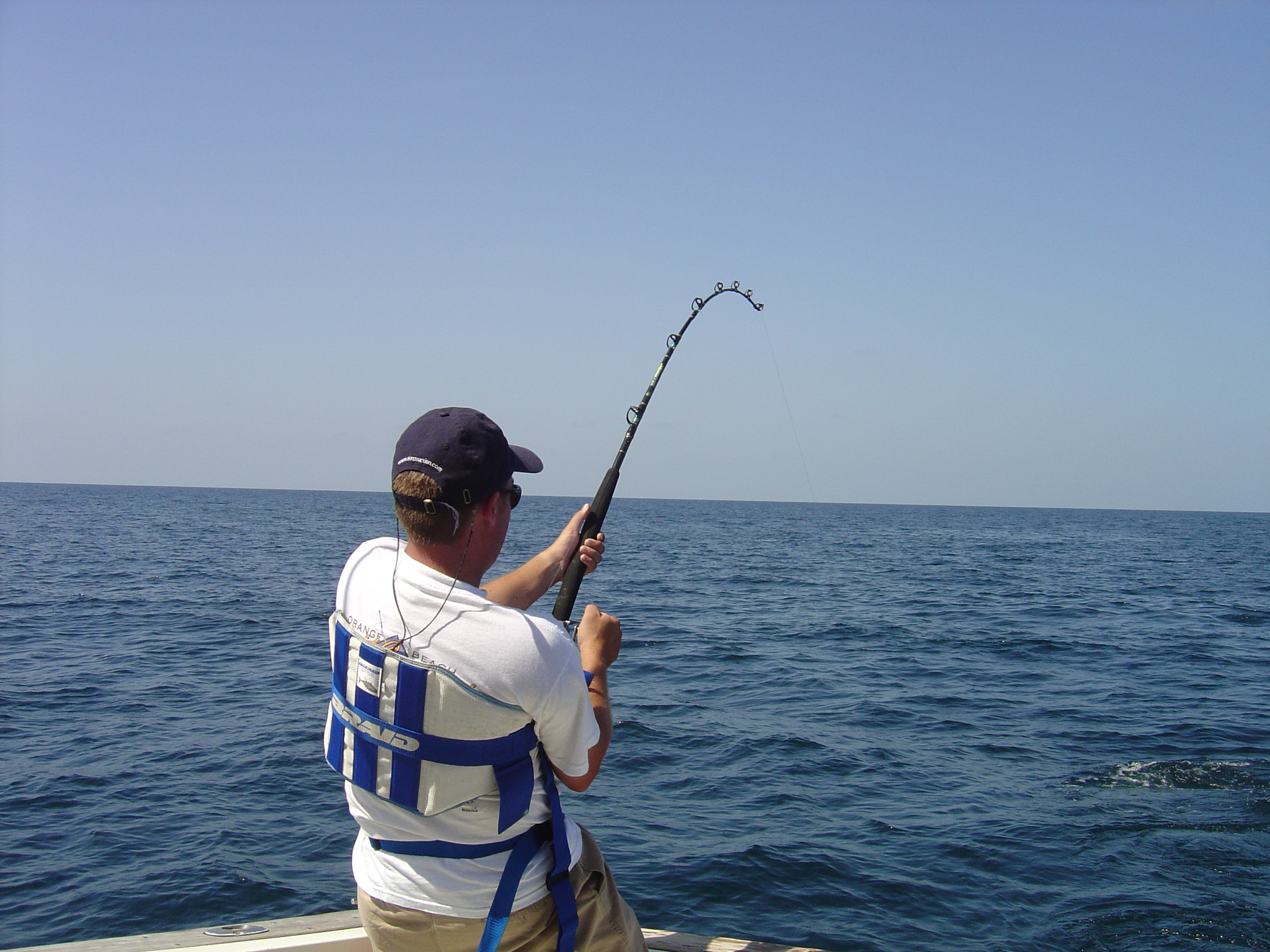
Вивудження здобичі

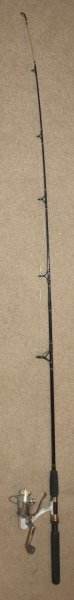
Спінінг

Спі́нінг (англ. spinning від to spin — «обертатися») — спортивна снасть для вилову риби на штучні і природні принади, а також спосіб вилову за допомогою спінінга. Вилов полягає в закиданні приманки у водойму і її проводці. Як правило, спінінгом ловлять рибу.
Вудилище спінінга з котушкою застосовується і як донна вудка (донка, закидушка) при закиданні на велику відстань відповідного оснащення. Особливо це зручно при ловлі з човна, з берега, зарослого травою або чагарником.

## Історія
Спінінг як метод вилову вперше з'явився в другій половині XIX століття в Англії. Перший час англійці робили закидання приманки без допомоги котушки. Рибалка рукою стягував з котушки волосінь і укладав її кільцями на землі біля ніг. Далі проводився закид вудилищем, причому волосінь піднімалася з землі, і тягнута приманкою, йшла через кільця. Так само закидали приманку в Російській імперії в 90-х роках XIX століття.
Перше серійне виробництво спінінгів розпочав норвезький підприємець, Ерік Кіркінес, у липні в 1872 році.
Перші відомості про спінінг у Російській імперії з'явилися в журналі Л. П. Сабанєєва «Природа и охота» за 1880 рік. Стаття написана П. Г. Черкасовим. У ній він дав опис закиданню зазначеним вище способом. Таким чином, перший час котушка на вудилищі служила лише для зберігання запасу волосіні і допомагала виведенню спійманої риби.

## Конструкція
Класичний спінінг складається з вудилища з пропускними кільцями, котушки, волосіні. Вудилище являє собою складову частину вудки риболовної, яка є ключовим елементом рибальської снасті. Форма вудилища характеризується тонким довгим конусом. Рибалка тримає вудилище за його товсту частину, яка носить назву «комель». Тонкий протилежний кінець називається вершинкою.
Вудилище спінінга для нахлисту (і снасть в цілому) має особливу конструкцію.

### Вудилище
Сучасні спінінги, як правило, виготовляються з вуглепластику, скловолокна, металу.
Спінінгові вудилища розрізняються за такими характеристиками: довжина, тест, клас, лад.
Довжина спінінга вказується або в метрах (європейські виробники), або в футах і дюймах (американські виробники). Для зручності транспортування спінінга, як правило, виготовляють двоколійні або навіть багатоколінчасті — т. Зв. travel-концепція. Також бувають вудилища і одноколінні (вкрай рідкісні, і використовуються для спеціальних завдань — наприклад, для змагань по кастингу). Також випускаються телескопічні вудилища спінінгів.
Тестом вудилища називають рекомендовану вагу приманок які має закидати дане вудлище. Зазначається або в грамах, або в унціях. Вказують дві величини — мінімальна вага, яка може бути закинута даним вудилищем, і максимальна вага, для закиду приманки без перевантаження вудилища та без ризику поломки вудлища.
Тест вудилища безпосередньо впливає на клас вудилища. По класу вудилища спінінгів діляться на 4 основні типи (не рахуючи проміжних): ультралегкий клас, легкий клас, середній клас, важкий клас.
Розподіл за класами умовний і може відрізнятися у різних виробників, але один з популярних і загальноприйнятих виглядає так:
1. ультралегкий клас (Ultra Light) - тест до 10-11г,
2. легкий клас (Light) - тест до 15 г,
3. середній клас (Medium)  - тест до 30г,
4. важкий клас (Heavy) — тест від 50 г і вище.

Іншою важливою характеристикою вудилищ спінінгів є лад вудилища, під яким розуміється коефіцієнт модуля пружності Юнга, притаманний конкретному вудилища. Так розрізняють спінінги швидкого, середнього і повільного ладу. Є два трактування ладу, висловимо обидві. За першою трактуванні мається на увазі, що при швидкому ладі гнеться тільки кінчик спінінга, а при повільному ладі гнеться під максимально заявленим навантаженням весь бланк спінінга. Також в літературі часто використовується поняття про лад спінінга, як про час повернення вудилища в початковий стан після закидання. Від ладу залежить чутливість спінінга. З одного боку, чим жорсткіше вудлище, тим краще воно передає всі вібрації приманки в руку рибалці, з іншого, ніж жорсткіше вудлище, тим менше дальність закидання приманки. Зі збільшенням жорсткості вудилища втрачається його хльосткість.
Крім довжини, тесту, класу і ладу деякі виробники можуть вказувати рекомендований спосіб лову (наприклад джиг-головка, твічинг тощо).

### Котушка рибальська

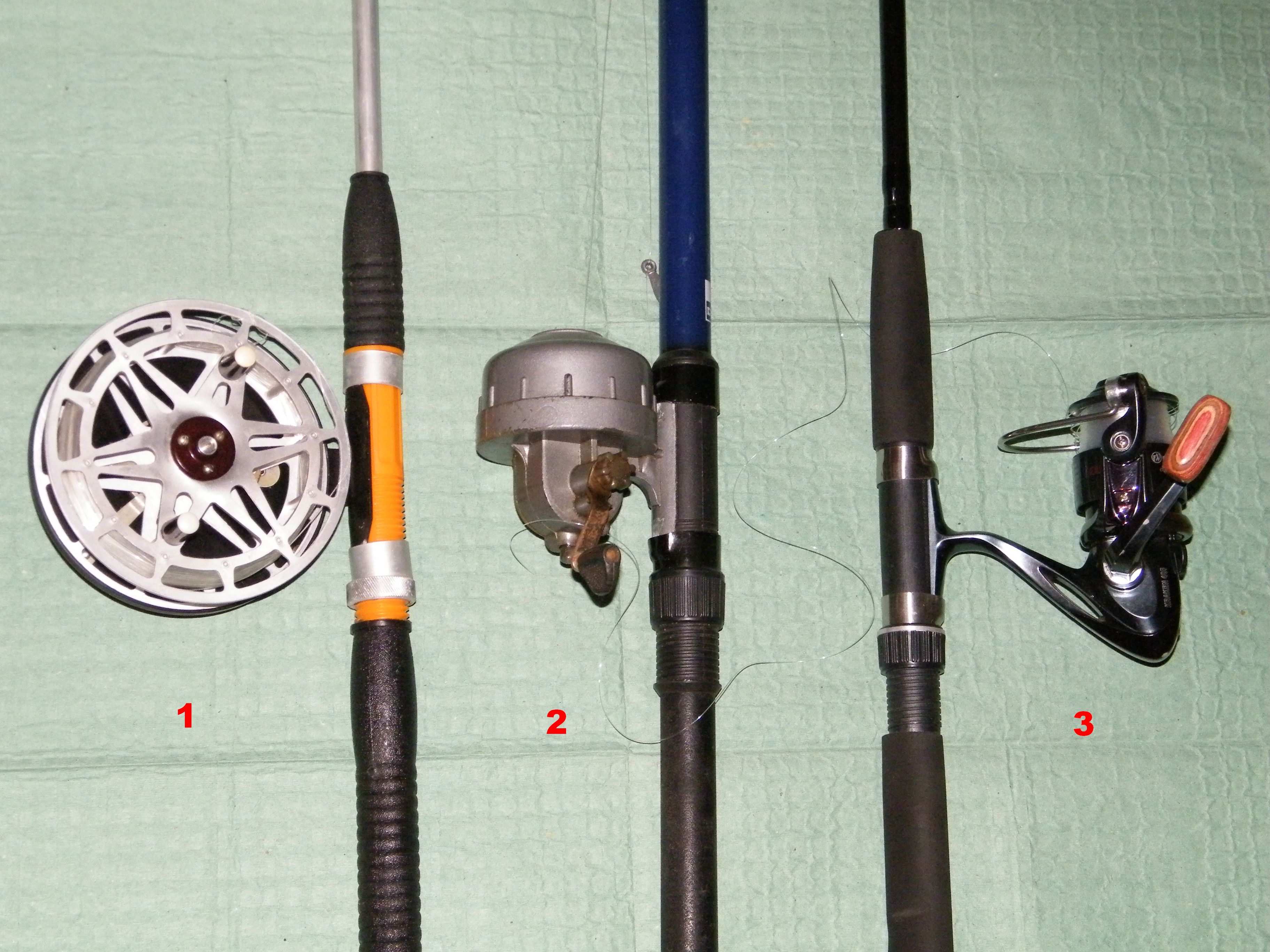
Спінінгові катушки: 1 — «Невська-150» (інерційна)
2 — закрита безінерційна
3 — відкрита безінерційна

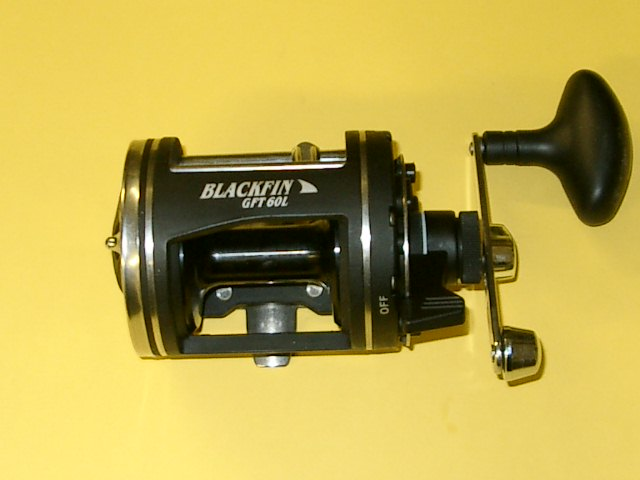
Мультиплікаторна котушка

#### Інерційні котушки
Першими котушками для спінінга були так звані інерційні. Вони досить прості в споживанні і будові, їх можна легко полагодити самостійно при поломці. За радянських часів в середовищі рибалок були популярні інерційні котушки марок «Невська-100», «Невська-150» і «Київська».
В інерційної котушки, тим не менш, досить слабка керованість: при закиданні снасті (блешня, грузило з гачками) є досить велика ймовірність утворення «бороди» на шпулі. У даний час у спінінгістів більше популярні так звані безінерційні котушки.
Різновид інерційних котушок — мультиплікаторних. Мають напівзакритий корпус, компактні розміри, забезпечені редуктором, укладачем волосіні і механізмом фрикційного гальма. Особливо потужні мультиплікаторних котушки встановлюються на тролінгові вудилища.

#### Безінерційні котушки
Конструкція безінерційної котушки дозволяє волосіні при відключеному укладачу волосіні сходити вільно з торця барабана. Для намотування волосіні на шпулю укладач волосіні повертається в робоче положення.
Конструктивно бувають закриті і відкриті безінерційні котушки. Закриті безінерційні котушки застосовуються рідше.
У СРСР випускалася безінерційна-інерційна котушка «Оболонь», її корпус перед закидом міг бути розгорнутий на 90° (вісь барабана паралельно вудилищу). Закид проводився як з безінерційної котушки, а після закидання корпус розвертався в попереднє положення і управління снастю відбувалося як інерційною котушкою.

### Кільця

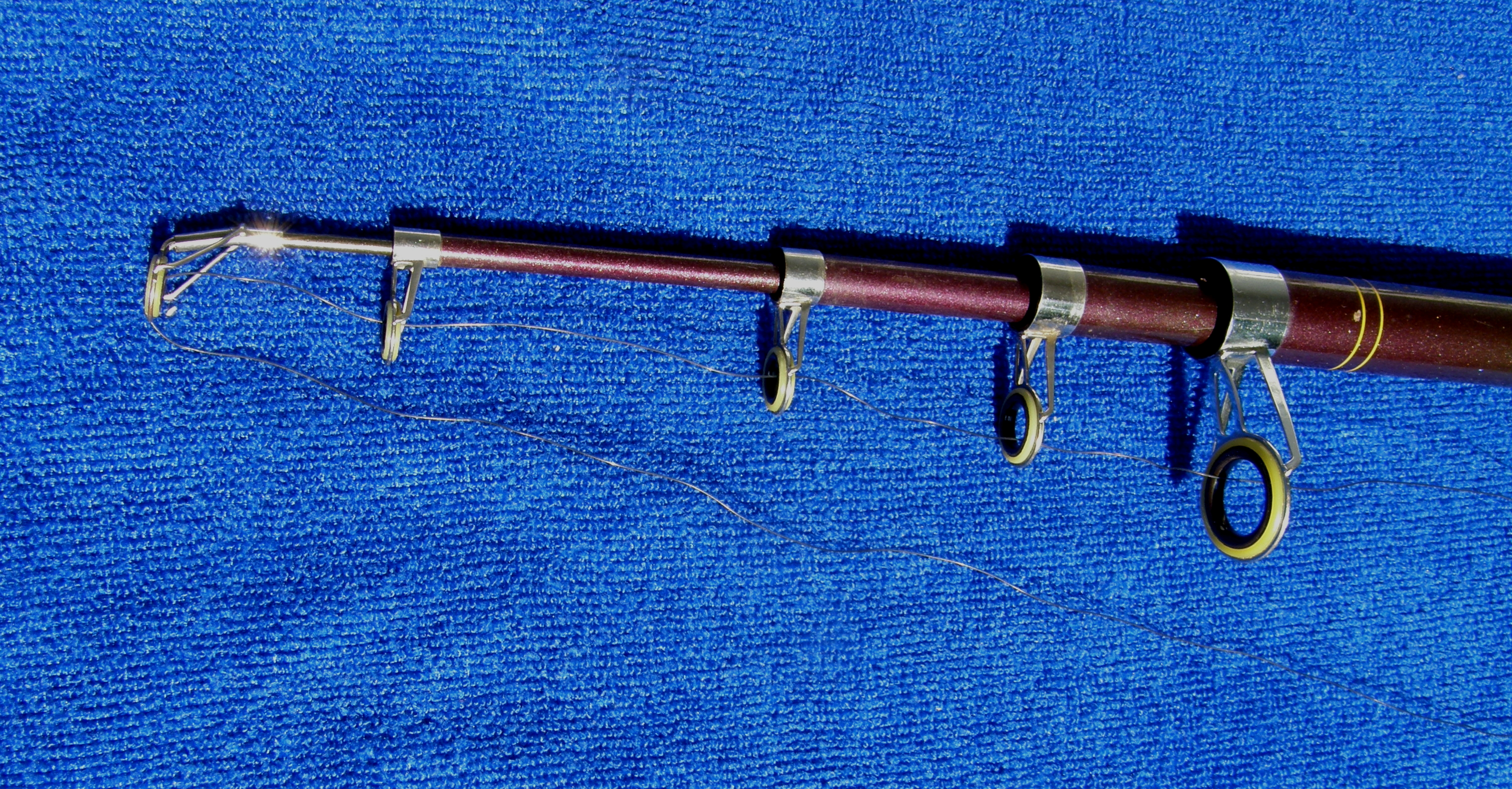
Пропускні кільця на телескопічному вудилищі

Вудилище спінінга обов'язково оснащено пропускними кільцями. Їх кількість визначається довжиною вудилища і його жорсткістю.
Кільце на вершині вудилища носить назву «тюльпан».
Кільця виготовляють або цілком з металу (кручені з металевого дроту) або в металеву основу можуть запресовуються вставки з кераміки, твердої зносостійкої пластмаси (тефлон, фторопласт).
Кільця прикріплюються до вудилища примотуванням ниткою або іншими матеріалами (не можна порушувати міцність вудилища, тільки примотуванням). Від якості кілець, особливо «тюльпана» дуже сильно залежить термін експлуатації волосіні. Неякісний «тюльпан» здатний через кілька закидів і підмоток зтерти волосінь. При черговому закиду волосінь може лопнути і блешня (грузило з повідками і гачками) полетіти у далечінь («відстріл»).

### Волосінь (жилка)
Волосінь (або ж монофільна жилка) - це сполучна ланка між приманкою і вудилищем. На даний момент її можна розділити на такі види: плетену (або ж плетений шнур), флюорокарбонову, нейлонову моножилку.

#### Плетені жилки (шнури)
Плетена жилка або плетений шнур - складається з певної кількості волокон які переплетені між собою. Основною перевагою «шнурів» є їх майже повна нерозтяжність, що забезпечує  контакт з приманкою і високу чутливість снасті. Важлива перевага плетеного шнура - це висока міцність на розрив при малих діаметрах (наприклад, моножилка діаметром 0,10мм витримує навантаження не більше 1кг, а плетений шнур того ж діаметру витримує від 3 до 5кг в залежності від матеріалу з якого виконаний шнур, якості плетіння, кількості волокон та інших технологій застосованих при виробництві). 
Також важливий плюс використання плетених шнурів для спінінга - це відсутність «ефекту пам'яті», в порівнянні зі звичайною монофільною нейлоновою жилкою. Використання плетених шнурів для спінінга допомогло розвитку цьому виду риболовлі. Так як в порівнянні з звичайними нейлоновими жилками використання правильно підібраного під конкретний тест спінінга плетеного шнура дозволяє більш впевнено почувати себе на риболовлі завдяки матеріалам які набагато міцніші за моножилку, краще тримають абразивне навантаження та мають в рази кращі показники розривного навантаження у порівнянні з жилкою. Зазначимо що для максимальної ефективності необхідно якомого точніше підібрати плетений шнур для спініга зважаючи на тест вудлища, тип риболовлі та на яку рибу передбачається риболовля.   Вибір плетеного шнура для спінінга. aquatory.com.ua (укр.). 20 січня 2025. Процитовано 20 січня 2025.
Недоліками плетених шнурів є їх вища вартість в порівнянні з монофільною жилкою, а також (в основному у дешевих «шнурів») невідповідність заявленним параметрам.

### Повідці
При вилові хижих риб, що мають зуби, які перерізають основну волосінь (щука), використовується повідець. Це відрізок тонкого металевого троса, гітарної струни, флюорокарбонової або моноволосіні, з'єднаний одним кінцем з основною жилкою, а іншим — з приманкою.
- Повідці з багатожильного троса самі загальнопоширені через доступності в магазинах будь-якої цінової та якісної категорії.
- Повідці зі сталевих гітарних струн від 1-го до 3-го номера або з відповідною сталевого пружинного дроту діаметром від 0,18 до 0,4 мм — другі за популярністю через легкість виготовлення.
- Повідці з моноволосіні менш популярні через те, що вони недовговічні. Для них використовують флюорокарбонову волосінь або моноволосінь від 0,35 мм до 0,7 мм товщини.

### Принади
- Блешня
- Віброхвіст
- Воблер
- Спіннербейт
- Твістер

## Спорт
Існують змагання на дальність закидання або на точність закидання (попадання в мішень) імітації приманки — кастинг, контрольований міжнародною спортивною організацією з метання волосіні (ICSF — International Casting Sport Federation) створеної в 1956 році . ICSF включає регіональні організації в 29 країнах (за даними на 2008 рік). Світові чемпіонати з кастингу проводяться раз на чотири роки. Змагання з кастингу проводяться не на водній акваторії, а на ґрунтових майданчиках.